# Tomàtic
Tomàtic és un personatge que va aparèixer per primera vegada al programa Super 3 o Club Super 3, emés a partir de l'any 1991. Es tractava d´una barreja de telèfon i tomàquet amb ulleres de sol que parlava i que tenia un contestador on els súpers li demanaven vídeos, encara que ell els solia ensenyar coses del tot diferents del que volien. El seu nom sorgeix d'ajuntar les paraules tomàquet i contestador automàtic (Tomà-Tic). La veu darrere del personatge era la de Ferran Albiol.
Es van publicar fins a cinc discos musicals interpretats pel Tomàtic. Els primers van ser els quatre "Transtomàtic", on es relatava, cançó a cançó, un viatge del personatge diferents a cada disc. Aquests discos van ser: "Transtomàtic Express" (Actual Records, 1997)," Transtomàtic 2" (1998), "Transtomàtic 3" (1999), "Transtomàtic 4" (2000). El 2002 es va publicar "Top T3n Tomàtic" (2002), amb un recull dels millors hits del moment.
Els creadors i primers guionistes del personatge van ser en Ton Lleonart, Ricard Mateu i Xavier Romero. Autors també de les lletres de la col·lecció de discos del Tomàtic. El disseny del personatge va ser obra del dibuixant Martí Ribas.
Cap als inicis dels anys 2000 el Tomàtic va passar a tenir programa propi, el Top Ten Tomàtic, on feia de discjòquei, i s'emetien videoclips i entrevistes musicals, es proposaven concursos als súpers i també hi havia gags entre espai i espai, protagonitzats pel mateix Tomàtic juntament amb el Cosí, el seu cosí.
El Tomàtic tenia un caràcter totalment extravertit i esbojarrat que durant la primera etapa era acompanyat per la Verona, un altre telèfon que era l'antítesi del tomàquet vermell: seria, estirada… i de la qual ell n'estava enamorat. Fins i tot li va dedicar un tema al seu disc “Transtomàtic Express” (1997) anomenat “Oh! Verona”.
Durant els següents anys, es va convertir en la icona més reconeguda de la televisió catalana i se'l va associar a tots els programes infantils de TV3.
L'any 2007, el Tomàtic va passar a formar part d'una nova campanya publicitària per a promocionar la televisió digital, que va ser llançada per la cadena catalana. Aquesta campanya es va dir “Tomàtic On”, en la qual Tomàtic era el protagonista d'una sèrie d'anuncis publicitaris on explicava els beneficis de la televisió digital.
Avui dia, el Tomàtic continua sent un dels personatges més reconeguts de TV3 i ha marcat diverses generacions de nens i adolescents catalans.